# Územní opatství Claraval
Územní opatství Claraval bylo územní opatství římskokatolické církve, nacházející se v Brazílii.

## Historie
Územní opatství bylo založeno 11. května 1968 a to z části území diecéze Guaxupé.
Dne 11. prosince 2002 bylo opatství zrušeno a jeho území bylo zpět včleněno do diecéze Guaxupé.

## Seznam opatů
- Pedro José Agostini, O. Cist. (1969-1973)
- Carmelo Domênico Recchia, O. Cist. (1976-1999)
  - Orani João Tempesta, O. Cist. (1999-2002) apoštolský administrátor